# Ридс (Мисури)
Ридс (енгл. Reeds) град је у америчкој савезној држави Мисури.

## Демографија
По попису из 2010. године број становника је 95, што је 8 (-7,8%) становника мање него 2000. године.
| Група             | 2000.      | 2010.      |
| Белци             | 97 (94,2%) | 83 (87,4%) |
| Афроамериканци    | 1 (1,0%)   | 3 (3,2%)   |
| Азијати           | 0 (0,0%)   | 1 (1,1%)   |
| Хиспаноамериканци | 2 (1,9%)   | 0 (0,0%)   |
| Укупно            | 103        | 95         |